# Franz Mylius

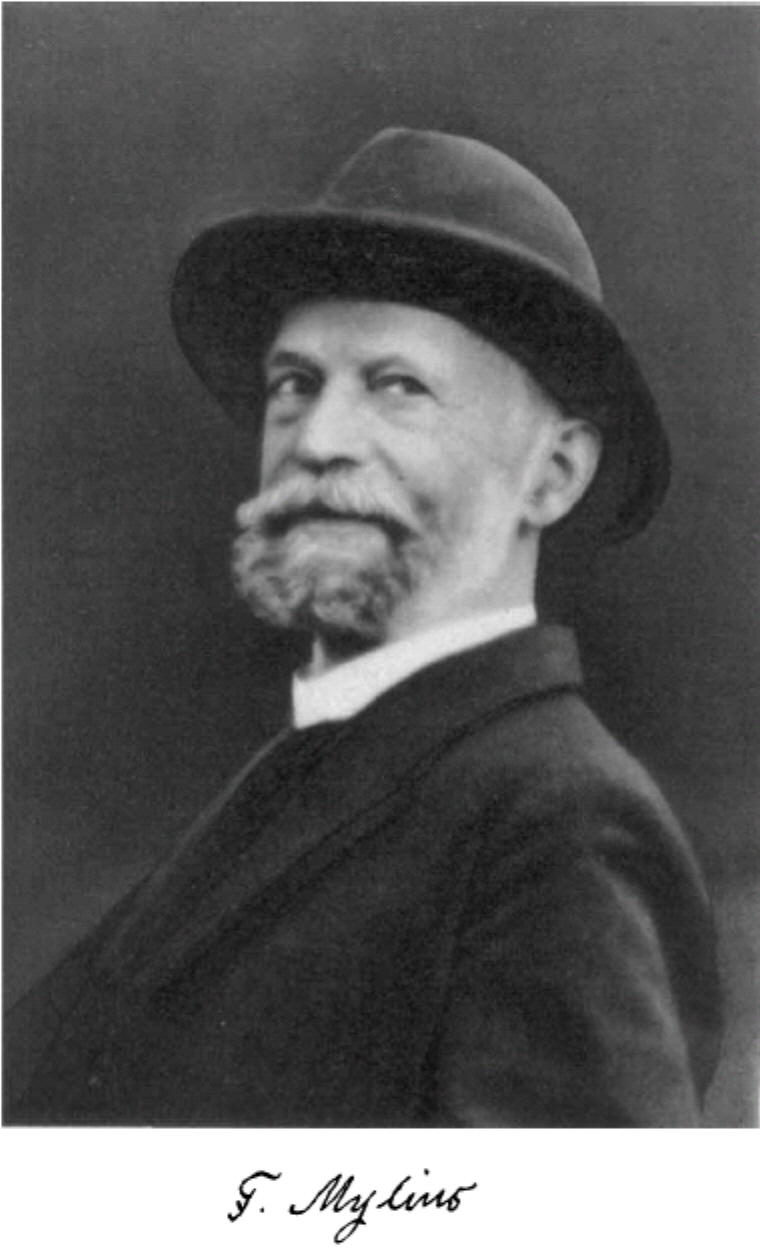

Franz Benno Mylius (* 27. Mai 1854 in Soldin, Provinz Brandenburg; † 6. März 1931 in Berlin) war ein deutscher Chemiker.

## Leben
Mylius wurde als Sohn des Apothekers Carl Wilhelm Ernst Mylius (1810–1880), Besitzer der Adler-Apotheke in Soldin, geboren. Nach dem Besuch des Gymnasiums in Guben ohne Abschluss durchlief er eine Lehre in der Apotheke des Vaters. Er arbeitete dann an verschiedenen Orten als Apothekergehilfe, bevor er 1876 ein Pharmaziestudium begann, das er nach zwei Jahren abschloss. Nach kurzem Dienst als Militärapotheker leitete er kurzfristig die Apotheke des Vaters. Schon ein Jahr später ging er zu August Wilhelm Hofmann in Berlin, wechselte dann nach Göttingen, wo er 1883 promoviert wurde. Anschließend ging er nach Freiburg im Breisgau, wo er sich bei Eugen Baumann 1885 habilitierte.
Erneut trat er in den Staatsdienst und leitete ab 1887 die chemische Abteilung der Physikalisch Technischen Reichsanstalt. Dort wurde er 1893 zum Professor und wirkte bis zu seiner Emeritierung im Jahr 1923.

## Werk
Sein Forschungsgebiet umfasste sowohl anorganisch- als auch organisch-chemische Themen. An der Reichsanstalt untersuchte er insbesondere die Beständigkeit von Glas gegen verschiedene Chemikalien.